# Patriot-Candrabaga-Stadion
Das Patriot-Candrabaga-Stadion ist ein Fußballstadion mit Leichtathletikanlage in der indonesischen Stadt Bekasi, Provinz Jawa Barat, auf der Insel Java. Es ist die Heimspielstätte des Fußballvereins FC Bekasi City (Liga 2) und bietet bis zu 30.000 Zuschauern Platz.

## Geschichte
Von seiner Eröffnung 1982 bis zur Renovierung 2012 hatte die Anlage nur Platz für 10.000 Besucher. Am 10. März 2014 wurde die umgebaute Arena wiedereröffnet. Seit der Erweiterung hat das frühere Bekasi-Stadion ein Fassungsvermögen von 30.000 Zuschauern und ist auch für internationale Spiele zugelassen. Die wellenförmige Überdachung der Zuschauerränge besteht aus Zink und Aluminium (Zincalume) beschichteten Stahlblechen. Der Umbau kostete 450 Mrd. IDR (rund 27,56 Mio. Euro). Das erste Länderspiel fand im September 2017 gegen die fidschianische Fußballnationalmannschaft statt.
2018 war die Sportstätte einer der Austragungsorte des Fußballturniers im Rahmen der Asienspiele sowie der U-19-Fußball-Asienmeisterschaft. Die indonesische Fußballnationalmannschaft wird die Anlage während der Fußball-Südostasienmeisterschaft 2022 als Spielort nutzen.

## Fußballländerspiele im Stadion
| Datum         | Wettbewerb                    | Heim       | Ergebnis | Gast       | Zuschauer |
| ------------- | ----------------------------- | ---------- | -------- | ---------- | --------- |
| 02. Sep. 2017 | Freundschaftsspiele           | Indonesien | 0:0      | Fidschi    | 17.518    |
| 04. Sep. 2017 | Freundschaftsspiele           | Indonesien | 3:1      | Kambodscha | k. A.     |
| 25. Nov. 2017 | Freundschaftsspiele           | Indonesien | 2:1      | Guyana     | 7491      |
| 23. Dez. 2022 | Südostasienmeisterschaft 2022 | Indonesien | 2:1      | Kambodscha |           |
| 29. Dez. 2022 | Südostasienmeisterschaft 2022 | Indonesien | 1:1      | Thailand   |           |